# 小池一彦
小池 一彦（こいけ かずひこ）は、EMIミュージック・ジャパンCEO（最高経営責任者）兼社長。

## 経歴
東京都出身。1977年、慶應義塾大学法学部卒業、ポリドール株式会社（現・ユニバーサル ミュージック合同会社）に入社する。洋楽部門で活躍の後、邦楽ビジネスに転向し、Def Jam Japanを立ち上げるなど、数々の功績を収める。2004年、同社取締役。2007年1月に同社社長兼COO（現・社長兼COO）に就任。A&R（音楽制作）全般と、同社が保有する8つの音楽レーベルの宣伝・販売・マーケティング活動を統括する。2009年11月から2013年1月までに同社CEO兼社長を務めた。
2013年1月15日からEMIミュージック・ジャパンのCEO兼社長となった。